# Rameau lombaire de l'artère ilio-lombaire
Le rameau lombaire de l'artère ilio-lombaire est une artère systémique paire de l'abdomen qui vascularise les muscles grand psoas, carré des lombes et une partie du muscle iliaque, ainsi que les vertèbres lombaires et la queue de cheval.

## Origine
Le rameau lombaire de l'artère ilio-lombaire nait de l'artère ilio-lombaire en provenance du tronc postérieur de l'artère iliaque interne.

## Trajet
Le rameau lombaire de l'artère ilio-lombaire monte médialement en arrière du muscle grand psoas. en croisant les processus transverses des quatre premières vertèbres lombaires.

## Terminaison
Le rameau lombaire de l'artère ilio-lombaire se termine en branches musculaires pour les muscles grand psoas et carré des lombes.
Elle donne un rameau spinal qui vascularise la queue de cheval.
Le rameau lombaire s'anastomose avec la quatrième artère lombale.